# Marc’Antonio Ziani
Marc’Antonio Ziani (* um 1653 in Venedig; † 22. Januar 1715 in Wien) war ein italienischer Komponist.

## Leben
Ziani war ein Neffe des Komponisten und Organisten Pietro Andrea Ziani. Zunächst Sänger an San Marco, bewarb er sich dort 1677 vergeblich um die Nachfolge seines Onkels als erster Organist. 1679 trat er mit Alessandro Magno in Sidone erstmals als Opernkomponist hervor. 1686 wurde er Kapellmeister in Mantua, hielt sich jedoch weiterhin häufig in Venedig auf. In den 1690er Jahren konnte er mit seinen Opern große Erfolge feiern. 1700 wurde er zum Vizekapellmeister Leopolds I. in Wien ernannt; unter dessen Sohn Karl VI. stieg er 1712 zum Hofkapellmeister auf.
Ziani war zweimal verheiratet und hatte drei Töchter; ein Schwiegersohn war der Theateringenieur und Architekt Antonio Beduzzi. Zianis Nachfolger als Hofkapellmeister in Wien wurde Johann Joseph Fux.

## Werke
Ziani schrieb ausschließlich Vokalmusik, darunter ca. 45 Opern, 16 Oratorien, rund 15 Messen und über 100 weitere geistliche Werke. Sein Stil ist vielseitig und kontrapunktisch geprägt. Instrumentale Passagen werden oft breit ausgedehnt, wobei der Komponist mit den Mitteln der Instrumentation ungewöhnliche Effekte erzielt.